# Mark Ellis (chanteur)
Pour les articles homonymes, voir Burkhardt, Mark Ellis (homonymie) et Ellis.
Mark Ellis, de son vrai nom Volker Bernd Burkhardt (né le 14 octobre 1943 à Gera) est un chanteur allemand.

## Biographie
Mark Ellis fait sa première apparition à la télévision à 18 ans comme clarinettiste dans un groupe de jazz, les New Orleans Jazz Babies. Il fonde en novembre 1965 avec ses camarades de classe le groupe de rhythm and blues The Raves, dans lequel il chante jusqu'en avril 1967 et joue du saxophone et de la guitare. Pour financer ses études à l'université Johann Wolfgang Goethe de Francfort-sur-le-Main (droit, économie et musicologie), il travaille comme musicien de studio dans la région de Francfort et joue pour divers groupes. Avec le groupe de soul The Regines, qui comprend la chanteuse américaine Jean Lyons, viennent les premiers disques et les premières apparitions à la télévision comme drehscheibe en 1967. Le vendredi soir, il joue souvent du saxophone ténor avec le groupe de jazz moderne Sounds, qui comprend également Werner Rehm, au club de jazz Jazzlife.
Il vient à la chanson avec le label Melodie der Welt et les compositeurs et producteurs Jean Frankfurter et John Möring. Les premiers singles sortent chez Teldec. Il présente le titre Dornen, Disteln, Fels und Stein au ZDF Hitparade le 20 février 1971. Les quatre suivants sortent chez Electrola. Avec la chanteuse Judy, il forme un duo sur Do you love me / Wir glauben daran. En 1979, Laslo Viragh, qui sera plus producteur d'albums de Böhse Onkelz, s'occupe du The Best of Mark Ellis pour Inter-Euro-Musik.
Après avoir terminé ses études, Ellis travaille sous son vrai nom d'abord comme avocat et juriste de CBS Records à Francfort. Il ouvre son propre cabinet d'avocats à la fin des années 1970 et travaille comme notaire et avocat à Francfort depuis le milieu des années 1980. En plus d'IEM, il est aussi éditeur de musique avec Christa Häfner pour BB Musikverlag et avec Lothar Grell pour Tayfun Musikverlag.

## Discographie
Singles
- 1971: Anne-Marie (Telefunken)
- 1971: Dornen, Disteln, Fels und Stein (Telefunken)
- 1972: Alexander Graham Bell (Columbia)
- 1972: Sandy (Columbia)
- 1972: Do You Love Me / Wir Glauben Daran (Columbia) mit Judy
- 1972: Eine Liebe ohne Ende (Columbia)
- 1972: Hey Diana (Columbia)
- 1973: Ich will dich nicht verlieren / Je ne veux pas te perdre (Sonopresse/EMI Columbia)

Album
- 1979: The Best of Mark Ellis (Inter-Euro-Musik mit Genehmigung der EMI Electrola)

## Source de la traduction
- (de) Cet article est partiellement ou en totalité issu de l’article de Wikipédia en allemand intitulé « Mark Ellis (Sänger) » (voir la liste des auteurs).